# Dick's Sporting Goods
Dick's Sporting Goods est une entreprise américaine de distribution d'articles de sport. Fondée en 1948, elle a son siège à Coraopolis, en Pennsylvanie.